# Фабиен Бартез
Фабиен Бартез (на френски: Fabien Barthez, роден 28 юни 1971) е бивш френски футболен вратар. С френския национален отбор печели световното първенство във Франция 1998 и Европейското 2000.

## Кариера
Роден в Лавелане, Бартез прави своят дебют за френската първа дивизия с ФК Тулуза на 21 септември 1991 срещу АС Нанси. Той се е приесъдинил през 1992 в Олимпик Марсилия и е спечелил едновременно френския шампионат и Шампионска лига. Представянето му на финала на Шампионска лига срещу Милан е било едно от най-добрите виждани някога от вратар на финал. 26 май 1994 той записва първото си участие за националния отбор срещу Австралия
През 1998 Бартез получава 2 гола в 7 участия и взема наградата най-добър вратар на световното първенството. През 1995 г. той се присъединява към Монако и печели Френската титла през 1997 и 2000. Той бива купен от Манчестър Юнайтед за 7,8 милиона паунда през 2000. И печели английската титла през 2001 и 2003. Заради незадоволителните му резултати през последните години той загубва титулярното си място от новодошлия американски вратар Тим Хауърд. На 1 януари 2004 той се завръща в бившия си клуб Олимпик Марсилия. Бартез има и мач срещу българския Левски, при който получава гол от Христо Йовов. Заради неспортсменска проява срещу марокански рефер в приятелски мач срещу Raja Casablanca Бартез получава наказание от 6 месеца. Има 86 участия за националния отбор на Франция и играе на световното в Германия 2006 където Франция достига финал но след дузпите резултата е 5:3 за Италия. След което става свободен агент от Марсилия и играе един сезон в Нант.